# Can't Buy a Thrill
| 전문가 평가                   | 전문가 평가 |
| 평가 점수                     | 평가 점수   |
| 출처                          | 점수        |
| ----------------------------- | ----------- |
| AllMusic                      | [ 2 ]       |
| Chicago Tribune               | [ 4 ]       |
| Christgau's Record Guide      | A           |
| Encyclopedia of Popular Music | [ 6 ]       |
| The Great Rock Discography    | 8/10        |
| Music Story                   | [ 7 ]       |
| MusicHound Rock               | 5/5         |
| Pitchfork                     | 8.6/10      |
| The Rolling Stone Album Guide | [ 3 ]       |
| Tom Hull – on the Web         | A           |

《Can't Buy a Thrill》은 1972년 11월 ABC 레코드에서 발매된 미국의 록 밴드 스틸리 댄의 데뷔 스튜디오 음반이다. 이 음반은 1972년 8월 캘리포니아주 로스앤젤레스의 빌리지 레코더에서 녹음되고 게리 캐츠가 프로듀싱한 밴드 멤버 도널드 페이건과 월터 베커가 작사, 작곡했다. 소프트 록, 포크 록, 팝과는 다른 타이트한 곡 구조와 사운드, 철학적이고 타원적인 가사가 특징이다.
이 음반은 빌보드 200에서 17위를 정점으로 상업적인 성공을 거두었고 결국 플래티넘 인증을 받았다. 이 음반은 또한 긍정적인 평가를 받았고, 이후 《롤링 스톤》의 "역사상 가장 위대한 음반 500장" (2003년)을 포함한 많은 위대한 음반의 전문 목록에 올랐다.

## 녹음
스틸리 댄은 1972년 8월 로스앤젤레스의 빌리지 레코더에서 이 음반을 녹음했다. 《Can't Buy a Thrill》 세션 동안 녹음된 두 곡은 음반에서 제외되었고 싱글 〈Dallas〉와 〈Sail the Waterway〉로 발매되었다. 이 음반은 데이비드 파머가 리드 보컬로 참여한 유일한 스틸리 댄 음반으로, 도널드 페이건이 라이브 노래에 대한 우려를 표명한 후 영입되었다. 드러머 짐 호더는 또한 〈Midnite Cruiser〉 (때로는 〈Midnight Cruiser〉)라는 곡의 리드 보컬을 맡았으며, 〈Dallas〉 싱글도 불렀다. 다음 음반의 녹음이 시작되었을 때, 밴드와 프로듀서 게리 캐츠는 페이건이 완전한 리드 보컬 역할을 맡도록 설득했다.

## 제목 및 커버 아트
이 음반의 제목은 밥 딜런의 노래 〈It Takes lot to Lap, It Train to Cry〉의 오프닝 라인을 참조한 것이다. 음반 커버에는 로버트 로카트의 사진이 있다. 그것은 음반 제목과 관련성 때문에 선택된, 프랑스 루앙에서 홍등가에 서서 고객을 기다리고 있는 매춘부들의 줄 이미지를 포함한다. 월터 베커와 도널드 페이건 자신들은 재발매된 《The Royal Scam》에 대한 라이너 노트에서 음반 아트에 대해 논평하면서 《The Royal Scam》 음반이 "70년대의 가장 흉측한 음반 커버, 아무것도 아니다(아마도 《Can't Buy a Thrill》을 제외하고)"라고 말했다. 이 커버는 프란시스코 프랑코의 스페인에서 금지되었고 콘서트에서 연주하는 밴드의 사진으로 대체되었다.

## 마케팅 및 판매
《Can't Buy a Thrill》은 1972년 11월 ABC 레코드에 의해 미국에서 발매되었고 1973년 1월 프로브 레코드에 의해 영국에서 발매되었다. 이 음반은 빌보드 200에서 17위로 정점을 찍었고 1973년 8월 22일 던힐 레코드에 의해 재발매되었다. 1973년 5월 31일, 미국 음반 산업 협회(RIAA)로부터 미국에서 500,000장의 출하량에 대해 골드 인증을 받았고, 1993년 9월 7일에는 미국에서 100,000장의 출하량에 대해 RIAA로부터 플래티넘 인증을 받았다.

## 곡 목록
모든 곡들은 월터 베커와 도널드 페이건에 의해 작사/작곡하였다.
| #  | 제목                           | 재생 시간 |
| -- | ------------------------------ | --------- |
| 1. | 〈Do It Again〉                | 5:56      |
| 2. | 〈Dirty Work〉                 | 3:08      |
| 3. | 〈Kings〉                      | 3:45      |
| 4. | 〈Midnite Cruiser〉            | 4:07      |
| 5. | 〈Only a Fool Would Say That〉 | 2:57      |

| #  | 제목                                     | 재생 시간 |
| -- | ---------------------------------------- | --------- |
| 1. | 〈Reelin' In the Years〉                 | 4:37      |
| 2. | 〈Fire in the Hole〉                     | 3:28      |
| 3. | 〈Brooklyn (Owes the Charmer Under Me)〉 | 4:21      |
| 4. | 〈Change of the Guard〉                  | 3:39      |
| 5. | 〈Turn That Heartbeat Over Again〉       | 4:58      |